# گلامز (دژ)
گلامز (انگلیسی: Glamis Castle) دژی در اسکاتلند است.